# Debaryomyces robertsiae
Debaryomyces robertsiae är en svampart som först beskrevs av Van der Walt, och fick sitt nu gällande namn av Kurtzman & Robnett 1994. Debaryomyces robertsiae ingår i släktet Debaryomyces, ordningen Saccharomycetales, klassen Saccharomycetes, divisionen sporsäcksvampar och riket svampar.   Inga underarter finns listade i Catalogue of Life.